# Takhtajania perrieri
Takhtajania perrieri je jediný druh monotypického rodu Takhtajania z čeledi winterovité (Winteraceae), endemit Madagaskaru. Je bazálním taxonem celé čeledi, jedné z nejstarších čeledí kvetoucích rostlin která existuje již od doby střední křídy, více než 120 miliónů let.

## Výskyt
Čeleď Winteraceae pochází z prehistorického superkontinentu Gondwana později rozděleného na dnešní Jižní Ameriku, Afriku, Arábii, Indii, Austrálii a Antarktidu. Takhtajania vyrůstá výhradně v horském deštném pralese na Madagaskaru. Roste v místech s velkým spadem dešťových srážek (3000 mm/rok) a malými průměrnými rozdíly mezi teplým (26,9 °C) a chladným (22,3 °C) ročním obdobím.

## Historie
Prvým Evropanem, který tuto rostlinu spatřil, byl francouzský botanik Henri Perrier de la Bâthie, který aniž by tušil, co vidí, ji nalezl roku 1909 v masivu Manongarivo ve středním Madagaskaru. Po více než 50 létech prozkoumal v roce 1963 tento neidentifikovaný, v herbáři pařížského muzea uložený nález, francouzský botanik René Paul Raymond Capuron. Ten zjistil, že se jedná o nový druh, který zařadil do rodu Bubbia a pojmenoval po objeviteli Bubbia perrieri. V roce 1978 toto překlasifikovali botanici M. V. Baranova a Jean-François Leroy a zařadili vzorek do nového rodu Takhtajania pojmenovaném po věhlasném rusko-arménském botanikovi Takhtajanovi. Živou rostlinu však nikdo od roku 1909 neviděl.
V roce 1997 rozpoznal americký biolog George Edward Schatz v neidentifikovaném vzorku sesbíraném roku 1994 dlouho nespatřenou rostlinu a vydal se ji hledat. Rok nato bylo na východní straně pohoří Anjanaharibe v národním parku Anjanaharibe-Sud ve středním Madagaskaru, v nadmořské výšce 1100 až 1550 m nalezeno na ploše asi 10 km² okolo 18 000 rostlin druhu Takhtajania perrieri. Roku 2000 objevil výše zmíněný biolog Schatz obdobným způsobem, na základě posouzení starého sběru z národního parku Masoala, další místo, kde vyrůstají tři exempláře rodu Takhtajania.

## Popis
Takhtajania perrieri je skrovně rozvětvený, stále zelený keř nebo strom vyrůstající do výše 5 až 9 metrů, průměr kmene bývá nejvýše okolo 10 cm. Podlouhlé obvejčité listy dosahují délky až 20 cm a střídavě vyrůstají většinou ve shlucích na koncích větví. Tlusté, dužnaté listy s narůžovělými řapíky jsou lesklé a při poranění vydávají kořeněnou vůni. Jejich obvejčité celistvé čepele jsou na svrchní straně tmavě zelené, na spodní světlejší a mívají drobné průsvitné skvrnky.
Anatomickou zvláštností je nepřítomnost cévních svazků rozvádějících vodu; k transportu tekutiny slouží jiné buňky obdobně jako u nahosemenných rostlin (cévice). Tento přenos vody je méně výkonný a rostliny jsou citlivé na vyschnutí půdy. Původně se předpokládalo, že je to reliktním pozůstatkem z doby, kdy rostliny byly bez cévních svazků. Později se prokázalo, že se v tomto případě jedná o jejich druhotnou ztrátu, o adaptaci na chladné prostředí, ve kterém může voda zmrznout. V současnosti je toto přizpůsobení vzhledem ke klimatu již nepotřebné, rostlina ho ale nemůže zvrátit a musí vyrůstat ve stále vlhké půdě s dostatkem humusu.
Oboupohlavné květy obvykle menší než 2 cm se rozvíjejí na počátku suššího období (v dubnu až červnu), jsou sestaveny do převislého terminálního květenství s osou zbarvenou do červena. Malé kališní lístky jsou zeleno-bílé. Tmavě červené až fialové korunní lístky nestejné velikosti jsou na okrajích lemovány bíle, vyrůstají ve třech kruzích po 4-4-5.

## Rozmnožování
V rozvitém květu, který plní svou úlohu jen po tři až čtyři dny, jsou prvý den funkční jen samičí orgány, na stopkatém semeníku se dvěma srostlými pestíky ční zářivě bílá blizna která produkuje sladký nektar. Navečer se menší vnitřní korunní lístky uzavřou a případné opylovače (drobný blanokřídlý nebo dvoukřídlý hmyz) v květu uvězní. Druhého dne se uzavřené okvětí opět otevře a blizna změnou barvy signalizuje již neschopnost se opylit. Květ přechází do samčí fáze, v přeslenech vyrůstajících 12 tyčinek se znatelně zvětší a jejich prašníky počínají uvolňovat pyl. K večeru se vnitřní korunní lístky opět uzavřou, aby se třetí den ráno otevřely a prašníky mohly dále rozdávat pyl. Totéž se může dít ještě jeden den, pak okvětí opadá a z květu se line nelibý zápach.
Rostlina v na noc uzavřeném květu produkuje teplo, které vede k případnému páření uvězněného hmyzu a nakladení vajíček. Tento předpoklad potvrzují nalezené larvy v květu na konci samčí fáze. Popsaný způsob opylování je považován za typický pro vývojově velmi staré kvetoucí rostliny.
Červené kulaté nebo vejčité plody mající asi 1 cm v průměru dozrávají v lednu, jsou křehké a rychle se kazí. Není známo, jak se jejich semena rozšiřují, vzhledem k výrazné barvě se soudí, že snad pomocí ptáků. Pod plodícími rostlinami se ale nalézá veliké množství semen, takže mnoho jich asi nebývá rozneseno. Navíc se téměř všechny známé exempláře vyskytují v jediném nevelkém areálu.

## Ohrožení
Podle "The IUCN Red List of Threate ned Species" je Takhtajania perrieri považována za ohrožený druh.